# 麦哲伦十字架

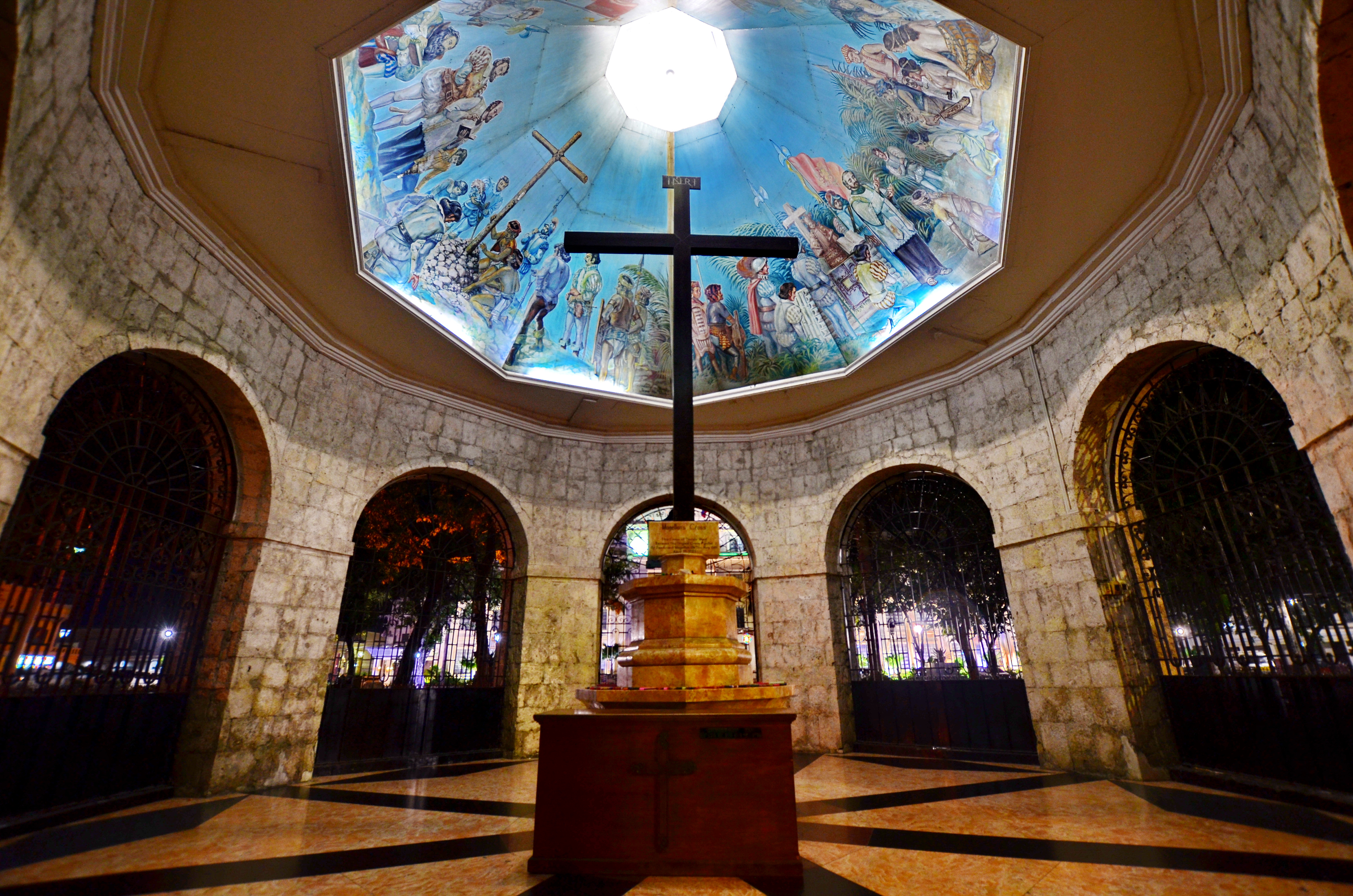
麦哲伦十字架

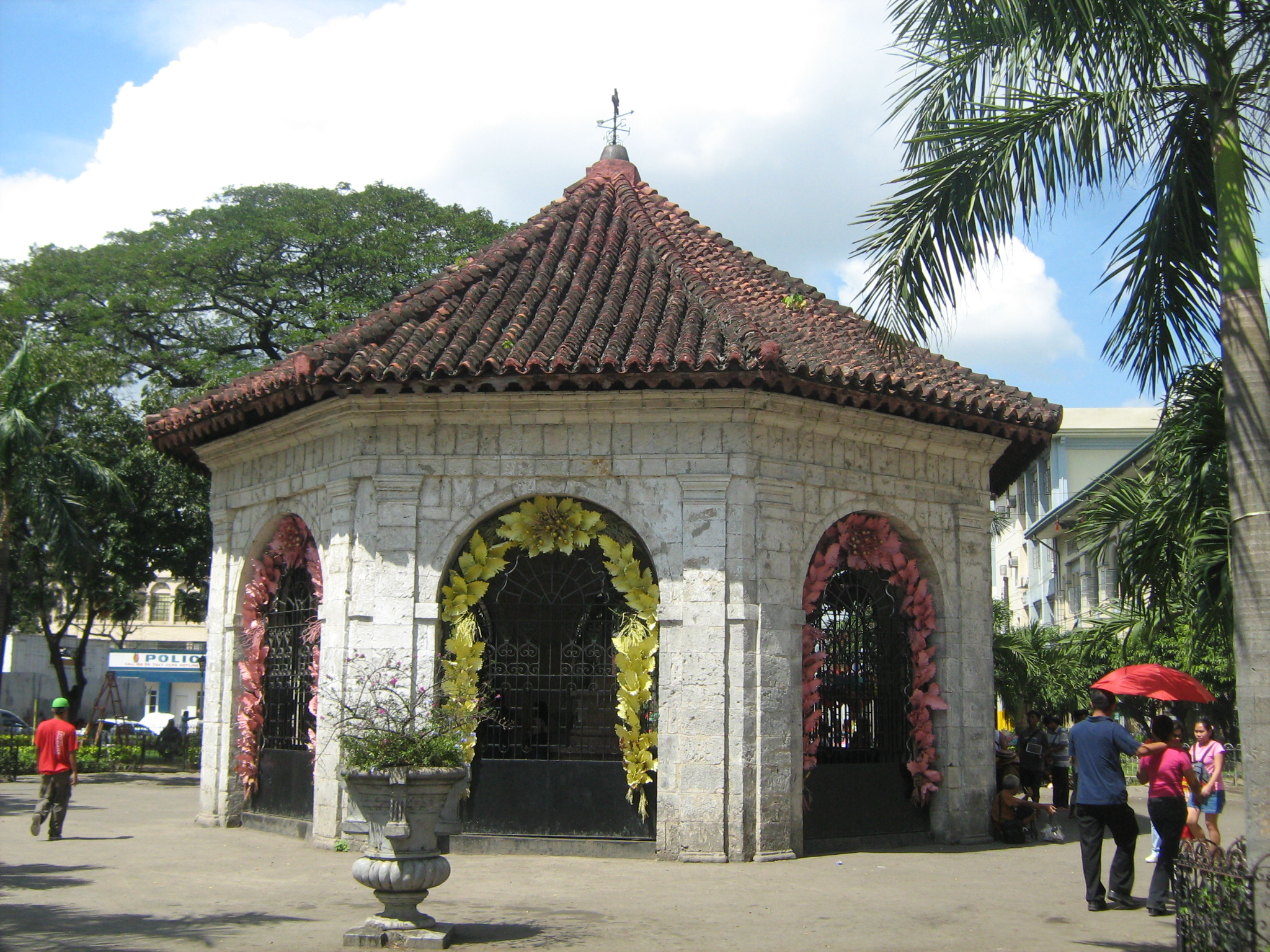
保存十字架的小堂

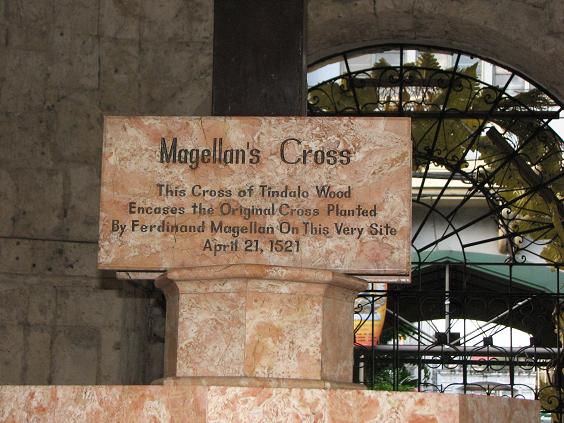
麦哲伦十字架下面的牌匾

麦哲伦十字架是由麦哲伦率领的葡萄牙和西班牙探险队在1521年4月8日到达菲律宾宿雾市时所立。
麦哲伦十字架保存在麦哲伦街（Magallanes Street）上圣婴圣殿旁的一个小堂内，就在宿雾市的市政厅前。小堂中心的十字架下面的标志说明了原来的十字架包裹在木制十字架里面，以保护原来的十字架，被不相信它拥有神奇力量的人凿去一部分。但是一些人认为原来的十字架已经被毁，或在麦哲伦死后已经消失，这个十字架只是西班牙人在成功地将菲律宾殖民地化之后制作的复制品。
麦哲伦十字架是宿雾市的标志，小堂的形象出现在市徽的中心。它也被视为天主教在菲律宾的象征。